# Judimendi
 (septembre 2020).
Si vous disposez d'ouvrages ou d'articles de référence ou si vous connaissez des sites web de qualité traitant du thème abordé ici, merci de compléter l'article en donnant les références utiles à sa vérifiabilité et en les liant à la section « Notes et références ».

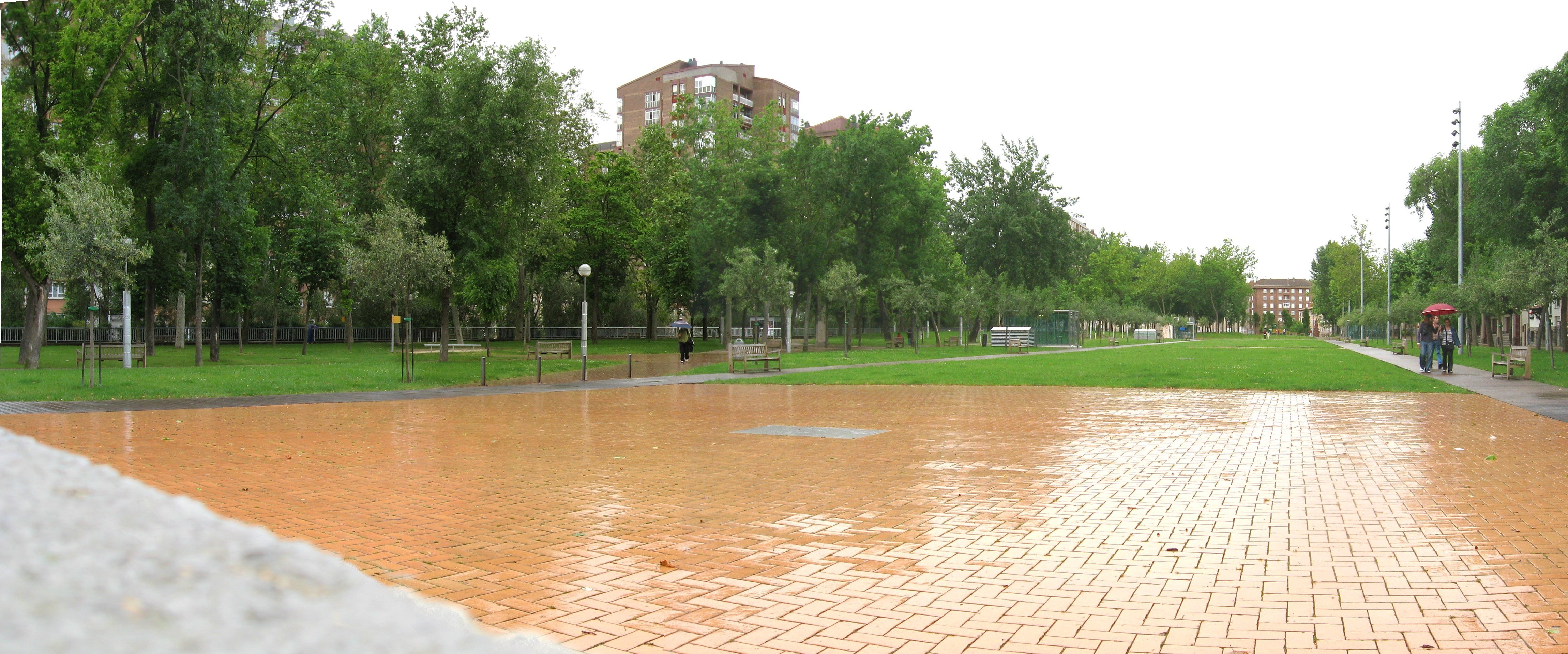
Parc del polvorín viejo dans le quartier de Judimendi.

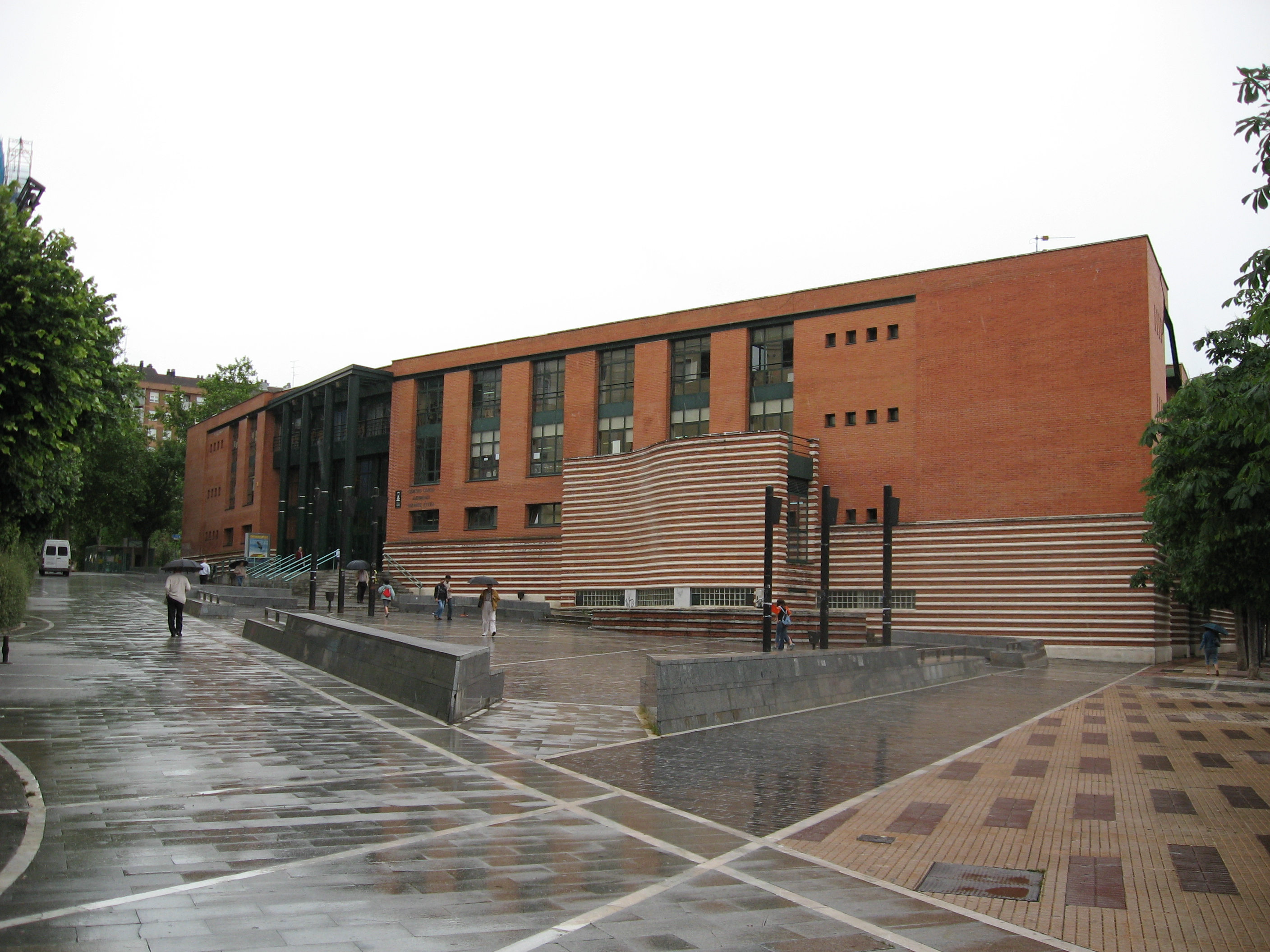
Centre civique de Judimendi.

Judimendi (ou Judizmendi en espagnol) est un quartier de la ville de Vitoria-Gasteiz en Pays basque dans la province d'Alava (Espagne). Il comptait 6 289 habitants en 2001. Il se limite au sud et à l'est avec le quartier de Santa Luzía, à l'ouest avec Babesgabeak et au nord avec le quartier Done Jakue.

## Histoire
Son nom veut dire en euskara  mont des juifs . La Communauté séfarade qui habitait à Vitoria-Gasteiz avant l'expulsion de 1492 avait son cimetière dans cette colline située à l'est de la ville. Quand les Rois catholiques ont décrété leur expulsion d'Espagne les juifs vitorianos/as (gentilé de Vitoria) ont décidé avec les autorités locales la cession de leur cimetière à la ville en échange de quoi il ne serait jamais construit ni ne serait travaillé dans ce terrain sacré.
Bien que le toponyme ait subsisté pendant les siècles suivants, cet accord avait été presque oublié, quand vers le milieu du  XXe siècle la mairie de Vitoria-Gasteiz a projeté la construction d'un nouveau cimetière dans la localisation de Judimendi. Les nouvelles sont arrivées aux oreilles de la Communauté juive de Bayonne qui effectue une réclamation à ce sujet. La réclamation a été assurée par la mairie qui a planté des arbres à l'emplacement de Judimendi et en 1952 on a conclu un nouvel accord entre le Consistoire Israélite de Bayonne (comme héritier le plus proche de la Communauté juive expulsée de Vitoria) et le maire de la ville qui a remplacé la convention de 1492, libérant à la mairie de Vitoria certaines de ses anciennes obligations au lieu de maintenir la mémoire et le respect de l'ancien cimetière.
L'actuel quartier de Judimendi s'étend à l'ouest de la montagne Judimendi, entre le Parc Judimendi et le centre de la ville. Sa construction a débuté au début des années 1930 avec la construction d'un ensemble de  maisons bon marché  destinées aux classes moyennes artisanales de la ville. Maisons qui de nos jours ne sont pas « bon marché » et sont d'une beauté d'urbanisation entre les Avenue Estibalitz et de José Lejarreta.
La restructuration du Parc de Judimendi a permis d'étendre le parc et de laisser un environnement idéal pour marcher, lire, jouer, méditer. En mémoire de l'ancien cimetière juif, on a planté des oliviers et on a installé une très belle œuvre intitulée « Convivencia » de l'artiste israélien Yaël Artsi.
Dans la nuit de la Saint Jean, le quartier de Judimendi est plein de vitorianas et vitorianos, particulièrement de jeunes qui jouissent de la nuit du 23 au 24 juin avec musique, danse, feu et en définitive, de la magie qui est produite dans la nuit la plus courte que l'année. Ce soir coïncide toujours avec la fin des festivités du quartier.

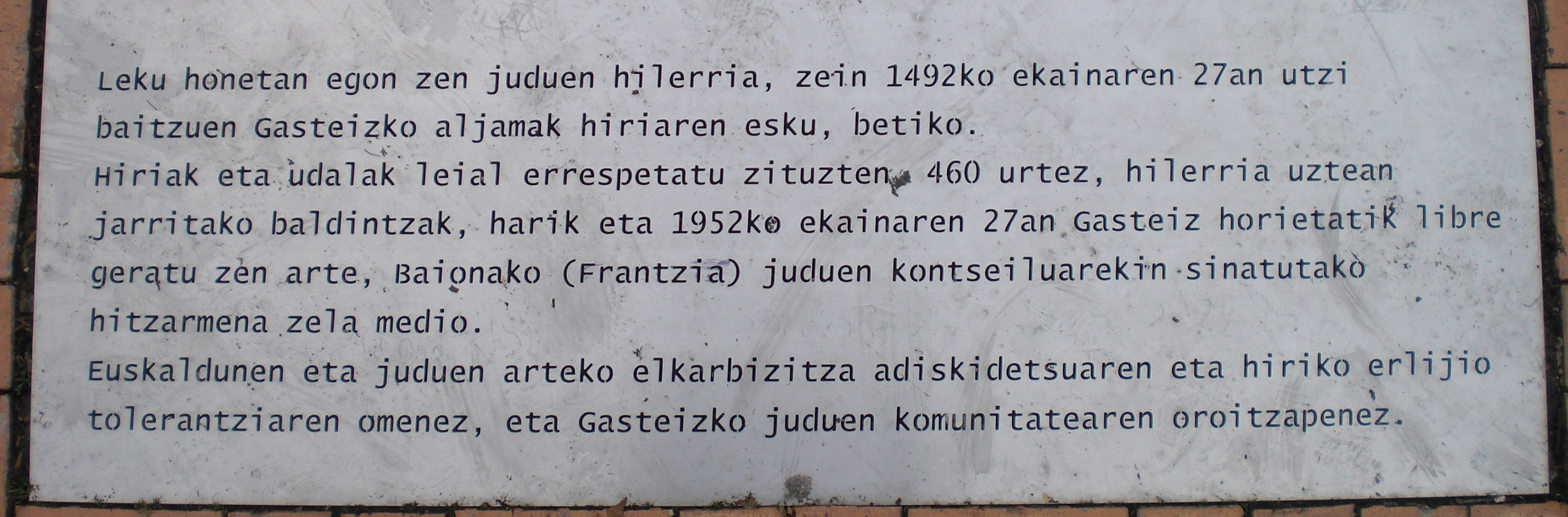
plaque commémorative à Judimendi

Le Centre Civique de Judimendi situé sur la Plaza Séfarade est le lieu le plus fréquenté par les filles et garçons, jeunes, adultes et plus grands de toutes origines pour effectuer diverses activités. C'est un centre d'intégration sociale de beaucoup de gens dont dispose la ville de Vitoria-Gasteiz fruit de la vision stratégique du maire précédent José Ángel Cuerda. Il a conçu une ville pour les personnes qui facilitera l'intégration sociale et culturelle pour faire de la citoyenneté elle prend part de la vie publique.
Dans le quartier il est une zone de bars connue dans toute la ville comme "la Ruta de Judimendi". Il est connu par son atmosphère et pour offrir une vaste variété d'établissements et d'offres.

## Étymologie
Judimendi, Judimenidoste et Judimendizar sont des formes apparues dans des documents, le Z n'apparaissait pas jusqu'à ce qu'il ait été ajouté en espagnol (Judizmendi).